# Amblyraja
Amblyraja ist eine Gattung aus der Familie der Echten Rochen (Rajidae), die vor allem im Atlantik vorkommt, aber auch im östlichen und nördlichen Pazifik, im Arabischen Meer, in der Subantarktis und vor der südlichen Küste Australiens und Neuseelands.

## Merkmale
Amblyraja-Arten besitzen einen dicken Körper, die äußeren Ecken der ihres Rumpfes sind eckig und sie besitzen einen relativ kurzen, meist kürzer als ihre sonstiger Körper, und dicken Schwanz. Sie besitzen einige kleine Dornen entlang ihrer Schnauze, auffälliger jedoch entlang ihrer Augen, Nacken, der Schultergürtel und entlang der Rückenmitte bis zu ihrem Schwanz. Sie sind meist graubraun bis dunkelbraun oder rötlich, auffällig sind ihre hellen Flecken, die auch weiß bis cremefarben werden können, diese besitzen jedoch keine spezifischen Muster. Tiefseearten sind als Jungtiere heller mit dunklen Flecken und werden schließlich dunkelfarben.

## Arten
Derzeit gibt es acht anerkannte Arten innerhalb dieser Gattung:
- Amblyraja doellojuradoi (Pozzi, 1935)
- Amblyraja frerichsi (Krefft, 1968)
- Amblyraja georgiana (Norman, 1938)
- Arktischer Rochen (Amblyraja hyperborea) (Collett, 1879)
- Jensens Rochen (Amblyraja jenseni) (Bigelow & Schroeder, 1950)
- Sternrochen (Amblyraja radiata) (Donovan, 1808)
- Amblyraja reversa (Lloyd, 1906)
- Amblyraja taaf (Meisner, 1987)